# Michail Alexejewitsch Jegorow

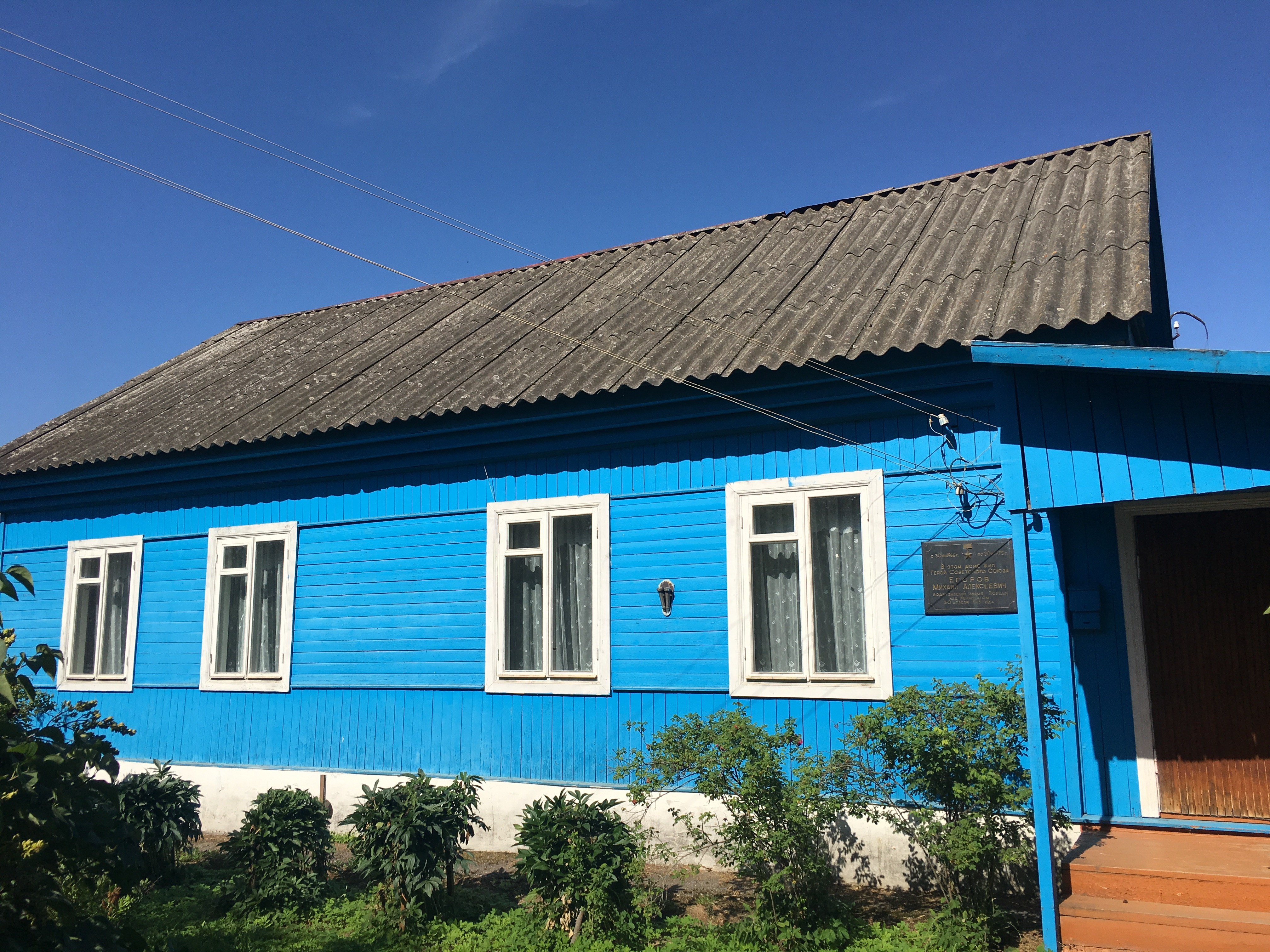
Jegorow-Museum in Rudnja

Michail Alexejewitsch Jegorow (russisch Михаил Алексеевич Егоров, * 5. Mai 1923 in Jermoschenki in der heutigen Oblast Smolensk, Sowjetunion; † 20. Juni 1975 im Demidowski rajon, Sowjetunion) war ein Sergeant der Roten Armee.
Laut offizieller sowjetischer Geschichtsschreibung war er einer der drei Soldaten, die am 30. April 1945 die sowjetische Siegesfahne auf dem Berliner Reichstagsgebäude hissten. Alle drei wurden als „Helden der Sowjetunion“ mit mehreren Orden dekoriert und erhielten in Anerkennung ihrer herausragenden Leistungen im Kampf gegen den Faschismus eine lebenslange Rente.
Anlässlich des 20. Jahrestages der Gesamtkapitulation der Wehrmacht wurde Jegorow am 8. Mai 1965 in Ost-Berlin zum Ehrenbürger ernannt. Die Ehrenbürgerschaft wurde ihm nach der Wiedervereinigung der Stadt am 29. September 1992 aberkannt.
Jegorow starb im Alter von 52 Jahren infolge eines Verkehrsunfalls und wurde in Smolensk bestattet. In seinem Elternhaus wurde ein nach ihm benanntes Museum eingerichtet.